# Округ Јуинта (Јута)
Јуинта (енгл. Uintah County) је округ у америчкој савезној држави Јута. По попису из 2010. године број становника је 32.588.

## Демографија
Према попису становништва из 2010. у округу је живело 32.588 становника, што је 7.364 (29,2%) становника више него 2000. године.
| Група             | 2000.          | 2010.          |
| Белци             | 21.662 (85,9%) | 26.999 (82,8%) |
| Афроамериканци    | 29 (0,1%)      | 121 (0,4%)     |
| Азијати           | 56 (0,2%)      | 166 (0,5%)     |
| Хиспаноамериканци | 894 (3,5%)     | 2.330 (7,1%)   |
| Укупно            | 25.224         | 32.588         |